# タイムレスキュー
『タイムレスキュー』は、パチスロメーカー山佐が2009年11月に発表したパチスロ機種。スペックが多少異なる『タイムレスキュー777』と『タイムレスキューS』を同時に発売した。

## 概要
- 『タイムクロスA』や『タイムパーク』と同様の、RTやARTを搭載しないボーナスだけでメダルを増やしていくオーソドックスなゲーム性である（天井RTについては後述）。
- ボーナスは、最大402枚獲得（449枚を超える払い出しで終了）できるビッグボーナス、307枚獲得（314枚を超える払い出しで終了）できるビッグボーナス、最大103枚獲得（104枚を超える払い出しで終了）できるレギュラーボーナス、の3種類ある。
- 全ボーナス中はスイカ・チェリーのナビ時に1回スイカを揃え、あとはチェリーを獲得することで最大枚数獲得できる。なお、通常ゲーム時は5ラインが有効であるが、ボーナス中は中段1ラインのみが有効となる。
- ボーナスは小役との重複もあり、スイカやチェリー、スベリベル成立時は期待度が高い。
- コイン持ちは約40ゲーム。小役を取りこぼしたりハズレを引き続けたりするとチェリーナビが出やすくなる。

## タイムレスキュー777とSの違い
- 『タイムレスキュー777』は機種名の通りボーナス間777ゲームで天井RT（レスキュータイム）に突入し、メダルを微増しながら次のボーナスを待つことができる。
- 『タイムレスキューS』には天井機能はない。その代わりボーナス確率は『タイムレスキュー777』より高くなっている。
- 外見の違い、天井の有無、確率の違い以外は同じである。

## ステージ
通常時は4つのステージのいずれかに滞在し、様々なチャンスアクションやナビ等の演出がある。基本的にミクロ、スクラップ、原始の順に移動し、もし順番が異なればチャンスである。

### ミクロステージ
小役ナビや連続演出など様々な演出があるステージ。タイム博士に出会うことが出来ればボーナス確定。

### スクラップステージ
チャンス予告や『タイムクロスA』の未来都市ステージと同様に小役の揃う確率が表示される解析ナビの演出があるステージ。

### 原始ステージ
『タイムクロスA』と同様完全告知のステージ。ただしボーナスとの重複小役成立時は次のゲームで告知されることがある。

### エアプレーンステージ
『タイムパーク』同様移行しただけで期待度が高いステージ。背景が夜であったり特殊音が鳴ったりすると期待度がさらに増す。